# Zasłonak wyniosły

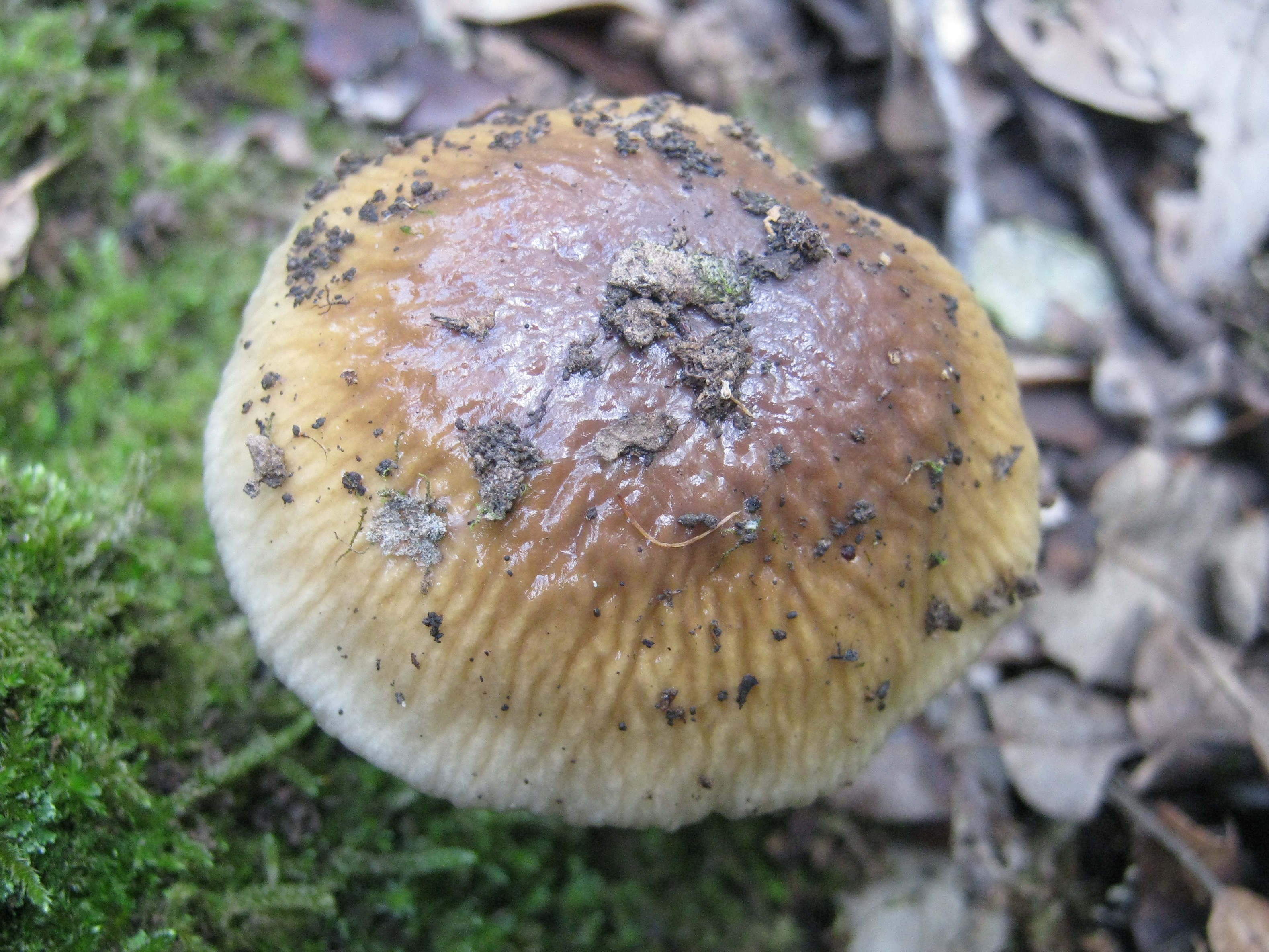

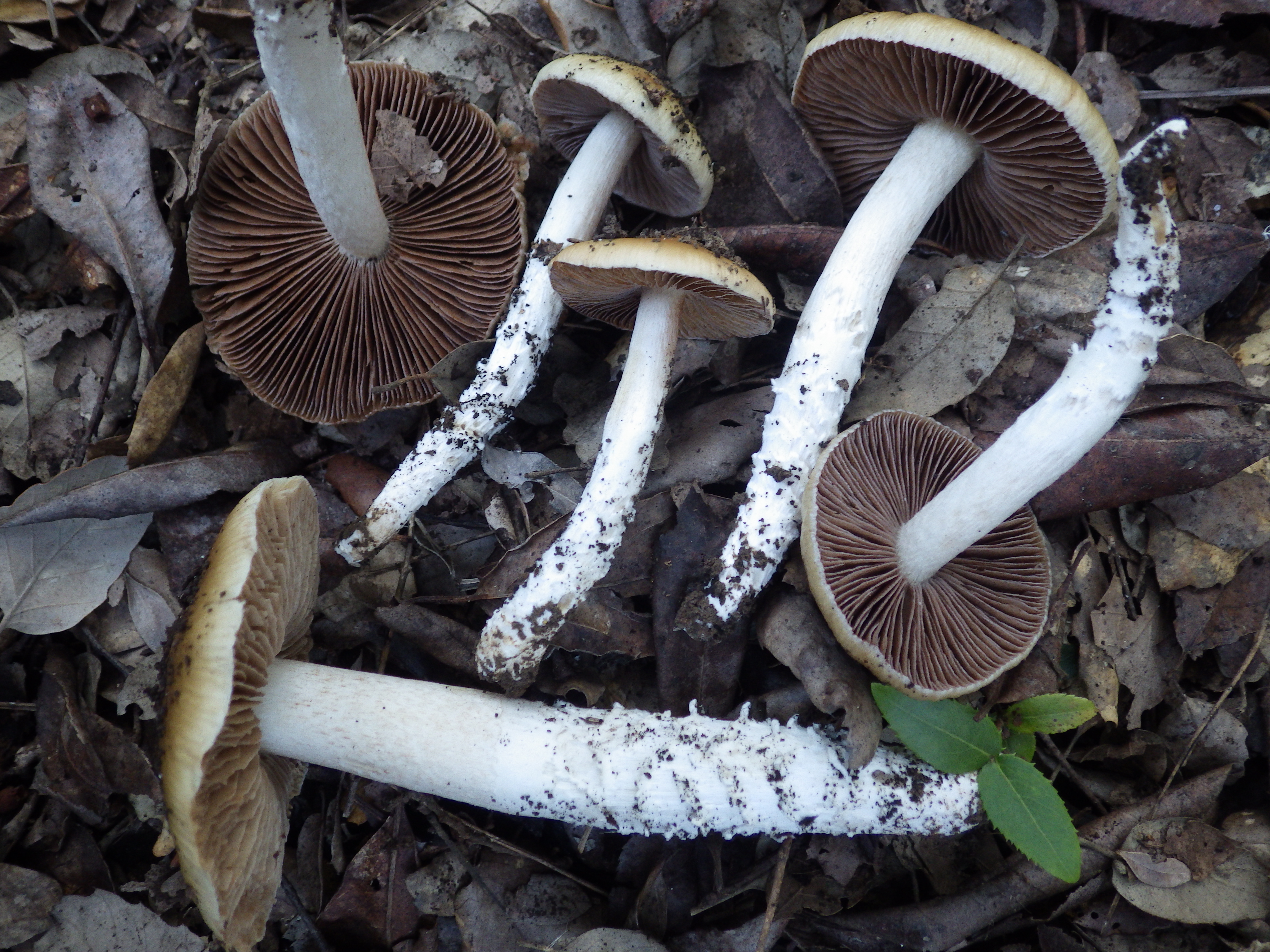

Zasłonak wyniosły (Cortinarius elatior Fr.) – gatunek grzybów należący do rodziny zasłonakowatych (Cortinariaceae).

## Systematyka i nazewnictwo
Pozycja w klasyfikacji według Index Fungorum: Cortinarius, Cortinariaceae, Agaricales, Agaricomycetidae, Agaricomycetes, Agaricomycotina, Basidiomycota, Fungi.
Po raz pierwszy zdiagnozował go Elias Fries w 1838 r. Synonimy.

- Cortinarius elatior f. griseolividus Reumaux 2000
- Cortinarius elatior f. ochraceoplicatus Bidaud 2000
- Cortinarius elatior f. trivialis Rob. Henry 1945
- Cortinarius elatior var. albipes Miyauchi 2000
- Cortinarius elatior var. microsporus Kawam. 1954
- Cortinarius elatior var. pallidifolius Peck 1902
- Gomphos elatior (Fr.) Kuntze 1891
- Myxacium elatius (Fr.) Wünsche 1877

W Krytycznej liście wielkoowocnikowych grzybów podstawkowych Polski gatunek ten jest traktowany jako synonim Cortinarius lividoochraceus (Berk.) Berk. Według Index Fungorum są to odrębne gatunki. Cortinarius to bardzo liczny w gatunki rodzaj, a jego taksonomia nie jest do końca rozpracowana i wszystko wskazuje na to, że opisany w Polsce przez Andrzeja Nespiaka C. lividoochraceus to w istocie C. elatior. Tak też traktowany jest w internetowym atlasie grzybów i w opracowaniach zagranicznych. Na to, że C. elatior występuje w Polsce wskazuje także fakt, że w otaczających Polskę krajach podano wiele jego stanowisk.

## Morfologia
Kapelusz
Średnica 4–10 (13) cm, początkowo dzwonkowaty, potem, płasko wypukły z garbem. Powierzchnia oliwkowo-brązowa, ochrowo-brązowa do ciemnofioletowo-brązowej, promieniście pomarszczona.
Blaszki
Zazwyczaj wolne, ochrowo-brązowe do rdzawo-brązowych. Ostrza jaśniejsze.
Trzon
Wrzecionowaty. Powierzchnia ślisko-lepka, biała, górą szarawa i żłobiona.
Miąższ
O barwie od białej do jasnożółtej.
Cechy mikroskopowe
Zarodniki rdzawobrązowe, 12–16 × 7–10 µm.

## Występowanie i siedlisko
W Europie jest szeroko rozprzestrzeniony, znane jest występowanie tego gatunku także w Ameryce Północnej i Japonii. Władysław Wojewoda przytacza 5 stanowisk C. lividoochraceus (traktując C. elatior jako jego synonim). Aktualne stanowiska podaje internetowy atlas grzybów (6 w 2021 r.). Znajduje się w nim na liście gatunków zagrożonych i wartych objęcia ochroną.
Naziemny grzyb mykoryzowy. Występuje w lasach mieszanych.